# ماكس كونراد
ماكس كونراد (بالإنجليزية: Max Conrad)‏ هو طيار بطل أمريكي، ولد في 21 يناير 1903، وتوفي في 3 أبريل 1979.